# Wolfram Demonstrations Project
Wolfram Demonstrations Project é uma página hospedada pela Wolfram Research cujo objetivo é mostrar exploração computacional para a maior audiência possível. Consiste em uma coleção de pequenos programas interativos de código aberto  chamados de Demonstrações, que permitem a visualização e interação de ideias de vários campos. Em seu laçamento já tinha 1.300 demonstrações, e atualmente conta com mais de 10.000.

## Tecnologia
As Demonstrações são executadas no Mathematica 6 ou superior e no Wolfram CDF Player que é uma versão modificada do Mathematica da Wolfram, disponível para Windows, Linux e Macintosh.